# Pterygoplichthys multiradiatus
Pterygoplichthys multiradiatus è uno dei numerosi pesci tropicali comunemente noti come pleco dell'Orinoco, plecostomus (o pleco). Questo pesce appartiene alla famiglia dei pesci gatto corazzati (Loricariidae). Nominato per la sua pinna dorsale a forma di vela, la parte del suo nome scientifico multiradiatus significa "a molti raggi" e si riferisce ai raggi della pinna dorsale. P. multiradiatus è una delle numerose specie comunemente chiamate pleco comune dagli acquariofili.
Altri nomi scientifici che sono stati usati (come sinonimi) per P. multiradiatus includono Hypostomus multiradiatus, Ancistrus multiradiatus e Liposarcus multiradiatus. P. multiradiatus è talvolta confuso con Pterygoplichthys pardalis, che è una specie diversa di pleco. P. multiradiatus ha una serie di nomi comuni, come "pesce gatto corazzato pinnalunga" nelle Hawaii, "pesce gatto spinato", "pesce gatto dalla vela", "pleco (multiradiatus) multi-raggiato" o "ptero irradiata" negli Stati Uniti, 多輻翼甲鯰 in Cinese mandarino. La livrea del P. multiradiatus è screziata di marrone/nero e abita ruscelli e laghi d'acqua dolce e in canali erbosi e ricoperti di fango nel suo habitat naturale: il bacino del fiume Orinoco, in Venezuela. La sua distribuzione geografica è 10°N - 1°N, 68°W - 61°O. Questo abitante del fondale tropicale è notturno e ama le acque calde-temperature comprese tra 23 e 27 °C, pH: 6,5-7,8 e dH: 4-20.
I P. multiradiatus esplorano il substrato del fondale, nutrendosi principalmente di alghe bentoniche ed erbacce acquatiche, ma si nutre anche di vermi, larve di insetti e altri invertebrati che vivono sul fondale.
È uno dei più grandi pleco (può crescere fino ad un massimo di 50,0 centimetri (19,7 pollici)TL), ed è una specie solitaria, relativamente pacifica come un pesce d'acquario, comportandosi bene con ciclidi e altri grandi pesci. Il suo acquario deve essere molto grande e rifornito abbondantemente di rocce e legni in cui nascondersi.
P. multiradiatus non è un pesce interessato dalla pesca, ma è molto importante, come per molti altri pleco, nel commercio di acquariofilia.
Questa specie è stata introdotta alle Hawaii (isole Maui, Oahu, Hawaii e Kauai), Porto Rico, Vietnam, Bangladesh, Messico e Florida, e ora si è affermata (accidentalmente o per rilascio di esemplari d'acquario) a Kerala, nell'India meridionale, Sri Lanka e Filippine, tra le altre località in cui è considerata una specie invasiva dannosa essendo relativamente immangiabile per persone e predatori, causando danni alle attrezzature da pesca, competendo e attaccando le specie autoctone e sconvolgendo gli ambienti con le sue attività di scavo. In questo contesto anche il suo parente, Hypostomus plecostomus, è stato implicato in modo simile sebbene sia probabile che in Asia siano implicate entrambe le specie affini.